# Diagrama comutativo
Na matemática, e especialmente na teoria das categorias, um diagrama comutativo é um diagrama de objetos (também conhecidos por vértices) e morfismos (setas) tal que todos os seus caminhos com o mesmo inicio e fim levam ao mesmo resultado por composição. Os diagramas comutativos cumprem o mesmo papel para a teoria das categorias que as equações cumprem para a álgebra. (ver Barr-Wells, Seção 1.7)
Note-se que um diagrama pode não ser comutativo, significando que dois caminhos nesse diagrama com o mesmo início e fim podem não dar o mesmo resultado.

## Exemplos
No seguinte diagrama exemplificando o teorema de isomorfismo, comutatividade significa {\displaystyle f={\tilde {f}}\circ \pi }:
De seguida está um quadrado comutativo genérico no qual {\displaystyle h\circ f=k\circ g}:

### Símbolos
Em textos de álgebra, o tipo de morfismo pode ser declarado com diferentes utilizações para as setas: monomorfismo com {\displaystyle \hookrightarrow }, epimorfismo com {\displaystyle \twoheadrightarrow }, e isomorfismo com {\displaystyle {\overset {\sim }{\rightarrow }}}. A seta tracejada significa, normalmente, a noção de que o morfismo indicado existe desde que o resto do diagrama se mantenha coerente. Isto é comum o suficiente para que textos sobre a matéria careçam deste esclarecimento sobre os significados das diferentes setas.

## Verificar a comutatividade
A comutatividade faz sentido para um polígono de qualquer número finito de lados (1 ou 2 inclusive), e um diagrama é comutativo se cada subdiagrama do polígono é comutativo.

## Procura por diagrama
Procura por diagrama (sugere-se para português do inglês diagram chasing) é usado especialmente na álgebra homológica. Dado um diagrama comutativo, a prova por procura por diagrama envolve a utilização das propriedades do diagrama, tais como mapeamento injetivo, sobrejetivo, ou sequências exatas. Este silogismo é construído com o aspecto gráfico do diagrama sendo apenas um auxílio. Parte-se do princípio que se procura (persegue) elementos à volta do diagrama até que o elemento ou resultado desejado seja construído ou verificado.
Exemplos de provas por procura por diagrama incluem típicamente o lema dos cinco (five lemma), o lema da cobra (snake lemma), o lema zig-zag (zig-zag lemma), e o lema dos nove (nine lemma).

## Diagramas como functores
Um diagrama comutativo numa categoria C pode ser interpretado como functor a partir de um índice J para C; podemos chamar o functor como um diagrama.
Mais formalmente, um diagrama comutativo é uma visualização do diagrama indexado por um conjunto parcialmente ordenado:
- tira-se um nó por cada objecto na categoria do índice,
- uma seta por cada geração de morfismos,
- omitindo os mapas de identificação e morfismos que podes ser expressos como composições,
- e a comutatividade do diagrama (a igualdade entre diferente composições de mapas entre dois objectos) corresponde à exclusividade do mapa entre os dois objectos no conjunto parcialmente ordenado.

Por outro lado, dado um diagrama comutativo, define-se um conjunto parcialmente ordenado:
- os objectos são nós,
- existe morfismo entre quaisquer dois objectos apenas e somente se existe um caminho entre os nós,
- com a relação que este morfismo é único (qualquer composição de mapas é definido pelo seu domínio e objectivo: este é o axioma da comutatividade).

No entanto, nem todos os diagrama são comutativos: mais simplesmente, o diagrama de um objecto com um endomorfismo ({\displaystyle f\colon X\to X}), ou com duas setas paralelas ({\displaystyle \bullet \rightrightarrows \bullet }, isto é, {\displaystyle f,g\colon X\to Y}, por chamada de quiver ou digrafo), como é utilizado na definição de equalizador nao precisa ser comutativo. Para além disso, os diagramas podem ser confusos ou impossíveis de desenhar quando o número de objectos ou morfismos é extenso (ou mesmo infinito).